# Zelanti
En el catolicisme romà, l'expressió Zelanti s'ha aplicat als membres conservadors del clergat i els seus seguidors laics des del segle xiii.
Les seves connotacions específiques han canviat amb cada nova aplicació de la paraula. El terme llatí s'aplica als que mostren zel.
En la seva terminologia original del segle xiii, els zelanti van ser els membres de l'Orde Franciscà que s'oposaven a qualsevol canvi o relaxació de la regla formulada per Sant Francesc d'Assís entre 1221 i 1223. Com a conseqüència dels severs requeriments de Sant Francesc sobre la pràctica de la pobresa, els seus seguidors es van dividir en dues branques, els zelanti o espirituals, i els relaxati, conegut més tard com els conventuals. L'origen dels Fraticels i la causa del seu creixement dins i fora de l'Orde Franciscà s'ha de buscar en la història de la Zelanti o "espirituals".
Al segle xviii, els zelanti eren els partidaris dels jesuïtes en la llarga controvèrsia que va portar a la supressió dels jesuïtes entre 1767 i 1773. En el conclave papal del 1774 i 1775, el Col·legi de Cardenals es va dividir en dos blocs: els Zelanti de la Cúria, a favor dels jesuïtes, i els polítics, una facció anti-jesuïta. Entre els Zelanti hi van ser els cardenals italians que s'oposaven a la influència secular a la cúria. La segona incloïa a cardenals de les corts de monarques catòlics. Aquests dos blocs no es trobaven de manera homogènia. I els Zelanti es van dividir en les faccions moderada i radical.
Durant el papat de Pius VII, els Zelanti eren més radicals i reaccionaris que els polítics, i tenien una oposició molt centralitzada en temes d'Església, principalment en contra que els liberals tinguessin la intenció de difondre la secularització de França als Estats Pontificis. Els polítics, encara que no eren liberals, eren molt més moderat i partidaris d'un enfocament conciliador per fer front als problemes de les noves ideologies i la incipient revolució industrial que s'iniciava al segle xix. Els Zelanti i els moderats van ser destacats en el conclave papal de 1823 i el de 1829.